# جسر كاوتيانمن
جسر كاوتيانمن (صينية مبسطة: 朝天门大桥 ؛ صينية تقليدية: 朝天門大橋 ؛ بينيين: Cháotiānmén Dàqiáo) هو جسر حديدي مشبك من النوع القوسي يقع في مدينة تشونغتشينغ في الصين و يقطع نهر يانغتسي، و يبلغ طول منصته 932 م، مع محمل رئيسي يتوسط الجسر يبلغ طوله 552 متر، حاليا يعتبر هذا الجسر أكبر وأطول جسر مقوس في العالم، ومحمله الرئيسي (المسافة بين أقصى جوانب ركائز الجسر الوسطى وكذلك القوس) أطول بمترين من جسر لوبو الذي كان يحمل هذا الرقم القياسي.

يتكون هذا الجسر من مستويين، المستوى العلوي عرضه 36.5 متر ويحتوي على مسارين ذو ستة ممرات للسيارات و رصيفي مشاة، أما المستوى السفلي فهو مخصص لسكك الحديد ويحتوي على مسارين ذو ممرين إثنين (يعني ممرين في كل إتجاه).

تم تركيز الجزء المتوسط للجسر بمساعدة أرصفة الدعم المؤقت.

## وصف عام
جسر كاوتيانمن يقع عل بعد 1.2 كم بين كاوتيانمن وتشونغتشينغ في الصين، حيث يمثل الجسر معبرا مهما بين المراكز الصناعية والتجارية على ضفتي نهر يانغتسي.

يقدر الطول الإجمالي للجسر ب 741 1 متر، وهو يتكون من جسر رئيسي ذو منفذين، حيث يبلغ طوله 932 متر ومقسم على ثلاث مقاطع (محمل) الأول 190 متر ثم 552 متر ثم 190 متر. يتكون المدخلان من عوارض طولية وممتدة مصنوعة من الخرسانة المصنوعة سلفا، حيث طول المدخل الشمالي 314 متر والمدخل الجنوبي 495 متر.

مع محملها (القطعة التي تتوسط الجسر والتي تقع بين ركائز الجسر) البالغ طوله 552 متر، يعتبر هذا الجسر الأطول في العالم، وأكثر بمترين فقط من جسر لوبو في شنغهاي (صاحب الرقم القياسي السابق ب550 متر).
يتكون هذا الجسر من مستويين، المستوى العلوي عرضه 36.5 متر ويحتوي على مسارين ذو ستة ممرات للسيارات و رصيفي مشاة، أما المستوى السفلي فهو مخصص لسكك الحديد ويحتوي على مسارين ذو ممرين إثنين (يعني ممرين في كل إتجاه).

رسم توضيحي للجسر الرئيسي البالغ طوله 932 متر (الطول الإجمالي 741 1 متر) حيث : المحمل الرئيسي 552 متر ؛ الجوانب 190 متر لكل واحد ؛ مع الجزء الذي لا يرى من الطول الإجمالي (المدخلين) 314 متر شمالا و 495 متر جنوبا.

## إعدادات التصميم
- مواصفات الطريق هي كالآتي:
  - قطعة من الطريق السيارة الحضرية تكون فيها مرجعية السرعة 60 كم/س.
  - المستوى العلوي : مسارين بثلاثة ممرات لكليهما بعرض 3.75 و رصيفين بعرض 2.5 متر.
  - المستوى السفلي : مسارين بممرين لكليهما بارتفاع حر وفارغ قدره خمسة أمتار.
- مواصفات سكة الحديد:
  - خط خفيف بمسارين عرضهما 4.2 متر.
  - السرعة المقدرة هي 80 كم/س ويمكن بلوغ سرعة 100 كم/س.
  - قالب حديدي ذو ارتفاع 9.2 متر وعرض 6.5 متر
- الحمل المأخوذ في الاعتبار يقدر ب 2.5 كيلو نيوتن/متر² لحساب الهيكل العام، و 4.0 كيلو نيوتن/متر² لحساب الأجزاء مفصلة.
- بالنسبة للحسابات الجوية، فإن أكبر سرعة أخذت في الحسبان هي 26.7 م/ث، والحرارة بين +45 درجة مئوية و -5 بالإضافة إلى حرارة وسطى مقدرة ب20 درجة و 25 درجة مئوية.

## مميزات الهيكل

### الهيكم المعدني
الجسر الرئيسي هو جسر قوسي من نوع بو سترينغ ذو ثلاثة مقاطع (محمل) ممتدة، وأما الجوانب فهي مشبكة وذات ارتفاع متغير. المقطع الموسط للجسر هو قوس حديدي مشبك وصلب، حيث تبلغ المسافة الموجودة بين قمة القوس وقاعدة المحمل 142 متر. الوتر السفلي للقوس هو في شكل شلجم و تبلغ المسافة الفاصلة بينه وبين القاعدة 128 متر (من القاعدة للقمة في الوتر السفلي للقوس).

يتظمن الجسر نظام الدعم المفصلي. و هذا الجهاز له قدرة تحمل كبيرة، حيث أنه يستطيع أن يحمل ويتصدى لقوة 000 145 كيلو نيوتن، وهذا القدر يشكل رقما قياسيا في الصين.

### المحمل (القاعدة)
المحامل العلوية والسفلية تتكون من قطع بلاط حديدية متعامدة، وهنا صفيحة الحديد تقدر ب16 مم الواحدة، والمحمل العلوي يحتوي طوليا على ست دعامات، وأما المحمل السفلي دعامتين من كل جانب تحت كل مسار. يوجد البعض من الدعامات التي تمر على كل الجسر لزيادة دعمه وتصليبه.

### نظام التدعيم
تم وضع دعامات على شكل طولي في مجمل أنحاء الجسر في المستوى السفلي من الجسر، لقد وضعوا في شكل صليب (أو علامة X).